# Strakatý pás
Strakatý pás (anglicky The Adventure of the Speckled Band) je jednou z mnoha povídek o detektivovi Sherlocku Holmesovi a jeho příteli Dr. Watsonovi, které napsal anglický spisovatel Arthur Conan Doyle. Celý soubor 56 povídek a 4 románů je nazýván jako tzv. Kánon Sherlocka Holmese. Poprvé byla tato povídka vydána v únoru roku 1892 v britském The Strand Magazine, v říjnu téhož roku vyšla ve sbírce The Adventures of Sherlock Holmes. Již v době první publikace měla jeho díla velký čtenářský úspěch. O ilustraci se postaral britský malíř z viktoriánského období Sidney Paget.

## Děj
Mladá žena Helen Stonerová přichází za Sherlockem Holmesem a doktorem Watsonem s obavami o svůj život. Nedávno se kvůli rekonstrukci domu přestěhovala do pokoje své sestry Julie, která před dvěma lety za velice záhadných okolností zemřela. Julie se těsně před smrtí svěřila Helen, že pozdě v noci slyšela zvláštní tichounké hvízdnutí. Když umírala, vykřikla, že viděla příšeru, jakýsi „strakatý pás“. Helen po přestěhování do jejího pokoje uslyšela to stejné hvízdnutí a vyděsila se, že ji potká stejný osud.
Holmes a Watson se ještě před odjezdem do panství, kde se záhada stala, nečekaně setkají s nevlastním otcem Helen, doktorem Roylottem. Roylott je bývalý lékař s násilnou povahou, který žije v rozpadajícím se venkovském sídle. Helen při její cestě do Baker Street sledoval.
Po Roylottově odchodu Holmes s Watsonem zamíří do Roylottova sídla. Holmes zkoumá místnosti a zjišťuje několik podezřelých detailů, jako je například větrací otvor mezi pokojem Julie a Roylotta. Zvláštní je také umístění postele, která je pevně připevněna k podlaze.
V noci Holmes a Watson čekají v pokoji Julie a čekají, zda uslyší hvízdnutí. K ránu se ozve onen zmíněný zvuk a Holmes začne zuřivě mlátit do šňůry od zvonku visícího u větracího otvoru. Po chvíli je slyšet strašný křik z doktorova pokoje, ve kterém Holmes nachází Roylotta mrtvého. Kolem krku má omotaný „strakatý pás“, což je nejnebezpečnější indický had, známý jako „zmije bahenní“. Právě tento had uštkl i Julii. Roylott dlouhá léta hada trénoval, aby prolezl skrze větrací otvor a zavraždil Julii ve spánku.
Holmes na závěr příběhu vysvětluje, že Roylott chtěl zabránit Helen a její sestře, aby se vdaly a získaly své dědictví. Použil tedy hada jako smrtící zbraň, aby své dvě nevlastní dcery umlčel.

## Přijetí díla a jeho interpretace
Tato povídka byla již v době jejího prvního vydání mezi běžnými čtenáři velmi oblíbená. Fascinovala především kvůli záhadným okolnostem smrti Julie. Ze začátku se její úmrtí zdá nevysvětlitelné, ale Holmes pomocí skvělých dedukčních schopností vraha vypátrá a zamezí další vraždě. Příběh je často přirovnáván k dílu Vraždy v Ulici Morgue, které napsal E. A. Poe, jelikož se jedná o „vraždu v uzamčeném pokoji“. Použití exotických motivů také přispělo k zajímavosti povídky. V díle se objevují exotická zvířata, která doktor Roylott s nadšením choval. Zajímavé je, že záhadná příšera „strakatý pás“ – „zmije bahenní“, tedy nejnebezpečnější indický had, který usmrtil Julii a doktora Roylotta, však ve skutečnosti neexistuje. Oblíbenost u čtenářů vzbuzovaly Holmesovy dedukční schopnosti, které aplikoval i při prvním setkání s Helen Stonerovou, která přijela do Baker Street kvůli obavám o život. Tyto detailní dedukční rozbory utváří z Holmese génia.
Doyle v díle pracuje s principem zvaným camera obscura, kdy nechá čtenáře v napětí čekat v tmavé místnosti na zdroj světla, který  by vše vysvětlil. Tento osvícenský model vidění zobrazuje izolovanost pozorovatele, kterou vytváří použitím právě tohoto principu. Čtenář, stejně jako Dr. Watson, nevidí to, co Shelock Holmes. Při proniknutí paprsku z druhého pokoje Holmes zakročí a rozjasňující se obraz rázem smaže. Čtenářovo napětí a pocit zmatenosti se tím velmi rychle stupňuje. Autor pracoval s vnímáním prostředí z hlediska psychiky pozorovatele a z hlediska fyzického vnímání oka. Fyzickou a smyslovou zkušenost zde nahradil vztah mezi světem objektivní pravdy a mechanickým přístrojem.
Hlavním tématem této povídky je zločin a jeho odplata. Holmes vypátrá zločince, který pomocí neobvyklého vražedného nástroje usmrtí svou oběť ve spánku. Poté se nepřímo podílí na jeho smrti, jelikož hada zahnal zpět do vrahova pokoje.